# Enrique Tierno Galván
Pour les articles homonymes, voir Galván.
Tierno  Galván est un nom espagnol. Le premier nom de famille, en général paternel, est Tierno ; le second, en général maternel, souvent omis, est Galván.
Enrique Tierno Galván, né le 8 février 1918 à Madrid et mort le 19 janvier 1986 dans la même ville, est un juriste, sociologue, essayiste et homme politique espagnol. Il est maire de Madrid de 1979 à la date de sa mort.

## Biographie

### Carrière professionnelle

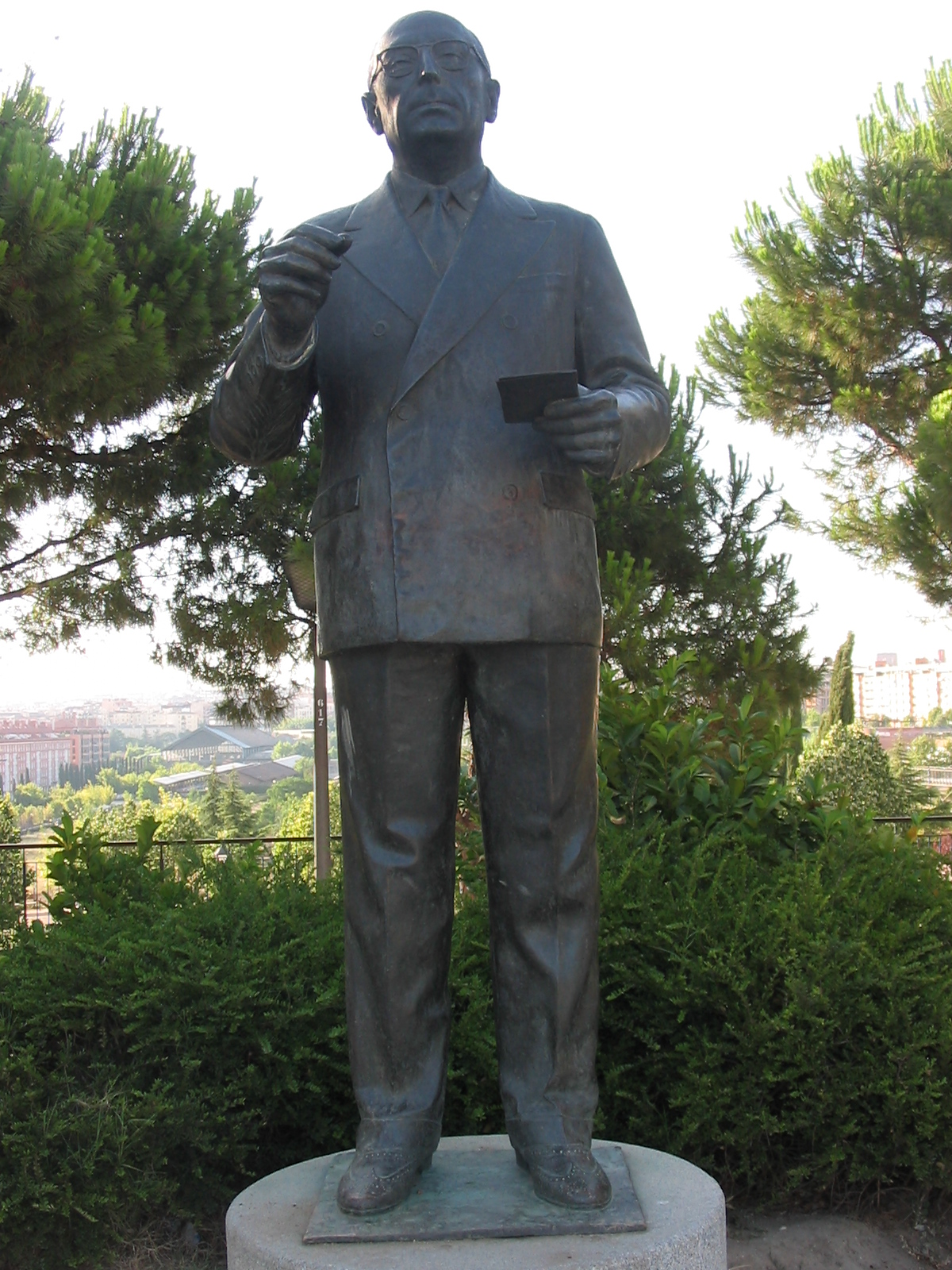
Statue de Tierno Galván à Madrid.

Docteur en droit, mais aussi en philosophie et lettres, Enrique Tierno Galván fait une brillante carrière universitaire comme professeur de droit politique à l'université de Murcie de 1948 à 1953 et à l'université de Salamanque de 1953 à 1965.
Il est le premier à traduire le Tractatus de Ludwig Wittgenstein et réalise des recherches importantes sur le roman picaresque, le roman historique et la sociologie des masses. Très cultivé, il écrit sur l'histoire de la culture occidentale dans l'ère moderne (1964) et traduit l'œuvre fondamentale d'Edmund Burke, les Réflexions sur la Révolution de France.

### Opposition et exil
Jugé en 1957 pour ses activités politiques, Tierno Galván est expulsé de l'université de Madrid  en août 1965, avec Agustín García Calvo, parmi d'autres professeurs, pour avoir appuyé les protestations étudiantes contre le franquisme. L'année suivante, il part pour les États-Unis où il devient professeur à l'université de Princeton pendant un an. Affilié au Parti socialiste ouvrier espagnol (PSOE) dans la clandestinité, et expulsé plus tard pour des divergences de doctrine, il fonde à son retour en Espagne en 1968 le Parti socialiste de l'intérieur (PSI), qui en 1974 prendra le nom de Parti socialiste populaire (PSP). La même année, avec le Parti communiste d'Espagne (PCE), le Parti du travail d'Espagne (PTE), le Parti carliste (PC) et de nombreuses personnalités indépendantes, il forme le Groupement démocratique d'Espagne («Junta Democrática de España» JDE).

### Carrière politique
En 1976, un an après la mort de Franco, sa chaire de professeur lui est rendue. Durant les premières élections démocratiques, le 15 juin 1977, il est élu député pour Madrid sur la liste du PSP, mais finit par intégrer son parti au PSOE, duquel il est nommé président honoraire en avril 1978. La même année, il est en outre chargé de rédiger le préambule de la Constitution espagnole.

### Maire de Madrid
Aux premières élections municipales de la démocratie, il se présente à la mairie de Madrid. Bien que son parti se place en deuxième position derrière l'Union du centre démocratique (UCD), une coalition avec le Parti communiste lui donne la mairie. Il est réélu, également avec l'appui du PCE en 1983 et continue d'assumer sa charge jusqu'à sa mort en janvier 1986.
Durant ses presque sept ans de mandat, il mène d'importantes réformes et est très populaire. Il conquiert l'affection des Madrilènes par des discours bien écrits et humoristiques, et grâce à des initiatives qui prennent en compte des petits détails comme repeupler de canards le Manzanares, fleurir les parterres publics et appuyer la Movida madrilène. 
Sa mort est durement ressentie par ses administrés et ses funérailles, le 21 janvier 1986, est l'un des rassemblements populaires les plus importants jamais vécus dans la capitale espagnole. Il est inhumé au cimetière de La Almudena.

## Distinctions
- Grand-croix de l'ordre d'Alphonse X le Sage
- Le Parc Enrique Tierno Galván, situé entre les quartiers de Legazpi et Mendez Alvaro, au sud de Madrid, est nommé en son honneur.
- 1982 : Doctorat honoris causa de l'Université de Bordeaux [1]